# A Walk in the Sun
A Walk in the Sun is een Amerikaanse oorlogsfilm uit 1945 onder regie van Lewis Milestone. De film werd destijds uitgebracht onder de titel Opmars zonder genade.

## Verhaal
Tijdens de Italiaanse Veldtocht in 1943 moet een Amerikaans bataljon een strategisch gelegen landhuis innemen. Dat gebeurt niet zonder verlies van levens.

## Rolverdeling
| Acteur              | Personage               |
| ------------------- | ----------------------- |
| Dana Andrews        | Sergeant Bill Tyne      |
| Richard Conte       | Soldaat Rivera          |
| George Tyne         | Soldaat Jake Friedman   |
| John Ireland        | Soldaat Windy Craven    |
| Lloyd Bridges       | Sergeant Ward           |
| Sterling Holloway   | McWilliams              |
| Norman Lloyd        | Soldaat Archimbeau      |
| Herbert Rudley      | Sergeant Eddie Porter   |
| Richard Benedict    | Soldaat Tranella        |
| Huntz Hall          | Soldaat Carraway        |
| James Cardwell      | Sergeant Hoskins        |
| George Offerman jr. | Soldaat Tinker          |
| Steve Brodie        | Soldaat Judson          |
| Matt Willis         | Sergeant Pete Halverson |
| Chris Drake         | Rankin                  |